# The Lost King
The Lost King ist ein Filmdrama von Stephen Frears, das im September 2022 beim Toronto International Film Festival seine Premiere feierte und im Oktober 2022 in die Kinos im Vereinigten Königreich kam. Der Film ist von der wahren Geschichte der Entdeckung der sterblichen Überreste des englischen Königs Richard III. durch die Amateurhistorikerin Philippa Langley im Jahr 2012 inspiriert, die von Sally Hawkins gespielt wird.

## Handlung
Die psychisch labile Philippa Langley (45) lebt mit ihren Söhnen Max (12) und Raife (9) in einem Reihenhaus in Edinburgh. Sie ist seit längerem an ME erkrankt, leidet an chronischer Schlaflosigkeit und arbeitet mit krankheitsbedingten Einschränkungen bei einem Telefonmarketing-Unternehmen. Ihr Ex-Mann John kümmert sich zusammen mit ihr um die Kinder, lebt aber in einer eigenen Wohnung und hat eine Freundin. Als sie mit Max eine Aufführung von Shakespeares Drama Richard III. besucht, das der Junge in der Schule durchnimmt, ist sie von der Darstellung des Königs durch den Schauspieler Pete tief beeindruckt. Sie identifiziert sich mit dem ebenfalls eingeschränkten König Richard III., der einen Buckel gehabt haben soll, und kann sich nicht vorstellen, dass er wirklich so schlecht war, wie Shakespeare ihn zeichnet.
In den folgenden Monaten geht sie nicht zur Arbeit, sondern besorgt sich Literatur über Richard III. und studiert sein Leben. Ihr Ex-Mann macht sich Sorgen, weil die Familie zur Führung ihrer zwei Haushalte finanziell auf Philippas Verdienst angewiesen ist, unterstützt sie aber dennoch, vor allem bei der Betreuung der Kinder. Philippa schließt sich der örtlichen Gruppe der Richard III Society an, einer Vereinigung von Laienhistorikern und Freaks, die es sich zur Aufgabe gemacht haben, den schlechten historischen Ruf des als Bösewicht und Kindermörder verschrienen Königs zu widerlegen. Dort erfährt sie, dass Richards Grab verschollen ist. Sie setzt sich mit Wissenschaftlern und Buchautoren in Verbindung, die Theorien über den Verbleib des Leichnams nach seinem Tod in der Schlacht von Bosworth und mögliche Begräbnisorte haben. Unterdessen erscheint ihr König Richard III. immer wieder im Garten und an anderen Orten, spricht aber zunächst nicht mit ihr.
Philippa geht Hinweisen nach, wonach das Grab Richards III. in einem seit Jahrhunderten zerstörten und längst überbauten Franziskanerkloster in Leicester noch existieren könnte. Heute befindet sich an dieser Stelle das Sozialamt der Stadt. Sie kommt nun mit ihrer Erscheinung ins Gespräch und kann dem König Fragen stellen. Auf dem Parkplatz des Amtes fällt ihr ein reservierter Stellplatz auf, der mit einem aufgemalten „R“ gekennzeichnet ist. Ihre Suche nach Sponsoren für eine Grabung bleibt anfangs erfolglos. Über einen Bekannten aus der Richard III Society kommt sie in Kontakt mit dem Archäologen Richard Buckley, der sie freundlich empfängt, ihr Anliegen aber auch nicht ernst nimmt. Durch Zufall erfährt er tags darauf, dass sein Institut aus Einsparungsgründen von der Universität Leicester geschlossen und seine Stelle gestrichen werden soll. Daraufhin nimmt er den Grabungsauftrag Philippas entgegen seiner ursprünglichen Absicht doch an, verlangt aber, dass sie sich um die Finanzierung und die Genehmigung der Stadtverwaltung kümmert. Philippa muss vor Vertretern des Stadtrats und der Universität für ihr Projekt werben und hat trotz ihrer persönlichen Unsicherheit und der Widerstände im Verwaltungsapparat Erfolg damit. Weil der König sie für ihr Auftreten lobt, fühlt sie sich erstmals wieder anerkannt. Als die Finanzierung erneut gestrichen werden soll, startet sie eine Mailingaktion mit ihrem Club und kann das benötigte Geld durch Spenden einwerben. Auch ihr Mann, der sich inzwischen von seiner Freundin getrennt hat und wieder mit Philippa zusammenlebt, spendet insgeheim für die Grabung und verzichtet dafür auf den Kauf eines neuen Autos.
Bei der von Buckley wissenschaftlich geleiteten Grabung stößt das Team genau an der Stelle, wo das „R“ auf dem Parkplatz aufgemalt war, auf menschliche Überreste. Buckley glaubt, dass es sich um das unbedeutende Grab eines Mönchs handelt, und will die Grabung an dieser Stelle nicht fortsetzen, um das knappe Budget zu schonen und bis zum ehemaligen Chor der Klosterkirche vorzudringen, wo er ein Königsgrab am ehesten vermutet. John ermutigt seine Frau, sich als Auftraggeberin gegen die Bedenken des Grabungsleiters durchzusetzen und auf der Exhumierung des Leichnams zu bestehen. Widerwillig fügt sich das Grabungsteam ihren Wünschen. Mit einem dramatischen Ritt auf einem weißen Pferd durch Leicester führt König Richard Philippa zurück zur Ausgrabungsstätte, die sie aus Nervosität nach dem Streit mit Buckley verlassen hatte. Es stellt sich heraus, dass es sich bei dem Toten tatsächlich um König Richard handeln muss, denn das Skelett hat eine tödliche Kopfverletzung und eine auffällig verkrümmte Wirbelsäule.
Die Nachricht vom Fund des verschollenen Königs geht um die Welt, Stadt und Universität sind begeistert. Nachdem die Identität des Toten mittels DNA-Test bestätigt ist, wird ein feierliches Begräbnis organisiert und ein Museum errichtet; Buckley erhält seine Stellung zurück und wird mit einem Doktortitel ausgezeichnet. Philippa ist bei der öffentlichen Vorstellung der Ergebnisse nur noch Randfigur, wird aber von Buckley respektiert und tritt vor Schulklassen auf, um über das Schicksal des verkannten Königs zu berichten. Auf dem Schlachtfeld von Bosworth verabschiedet sie sich von ihrer Erscheinung und lernt wenig später den Schauspieler Pete persönlich kennen, in dessen Gestalt ihr der König seit 2012 erschienen war. 2015 wird Philippa Langley für ihren Beitrag zur Exhumierung und Identifizierung Richards III. von Königin Elisabeth II. zur Member of the Order of the British Empire ernannt. Ihr Wunsch, das Grabmal solle mit dem königlichen Wappen geschmückt sein, wird zunächst ignoriert und kann erst 2018 nach Zustimmung des britischen Königshauses verwirklicht werden, das Richard III. bis dahin nicht als legitimen König anerkannt, sondern als Usurpator betrachtet hatte.

## Hintergrund

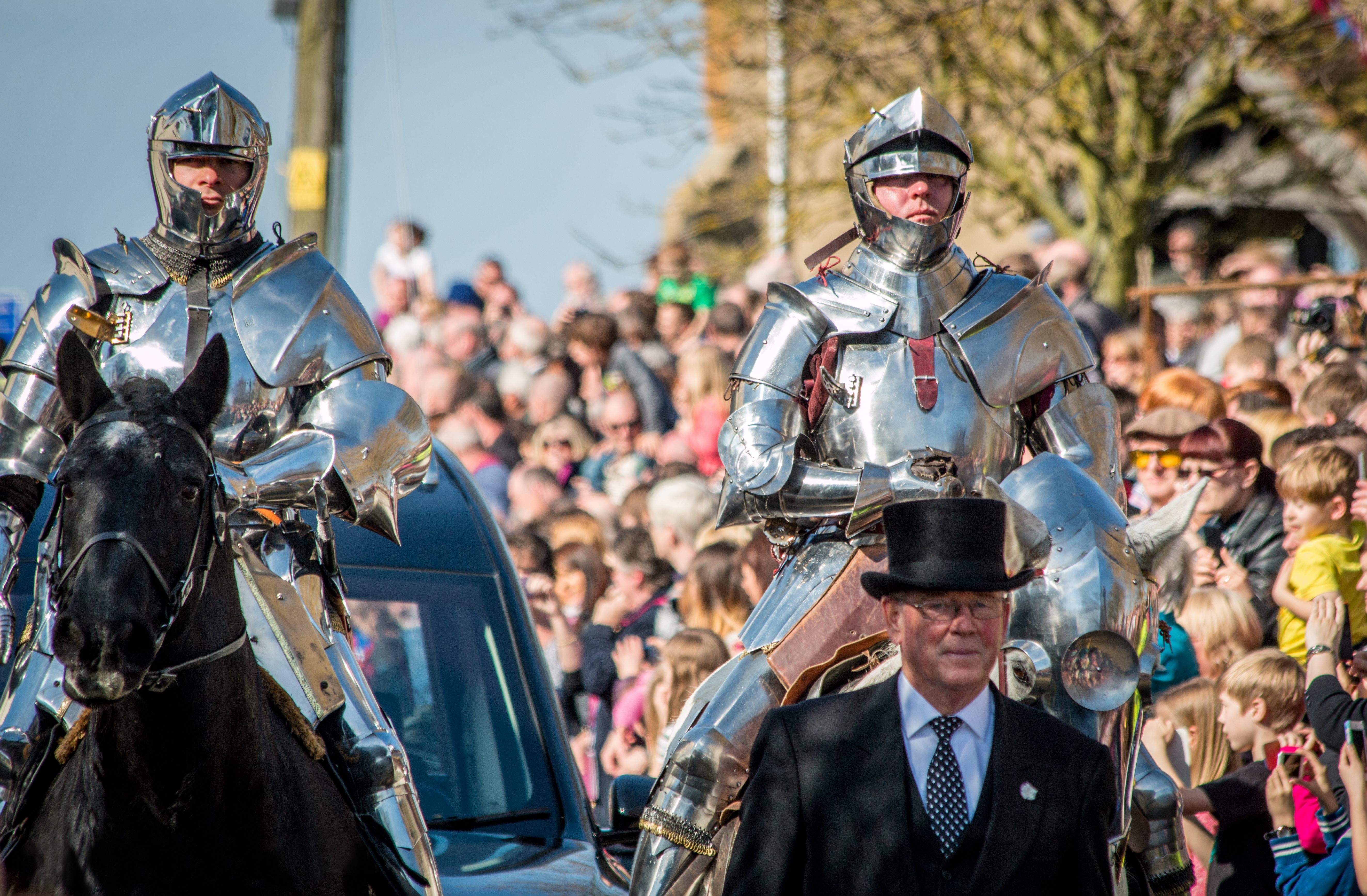
Im Jahr 2015 wurde König Richard III. umgebettet

Der Film orientiert sich an der wahren Geschichte von der Entdeckung der sterblichen Überreste des englischen Königs Richard III. auf Betreiben der Schriftstellerin Philippa Langley, die eine ausgeprägte Passion für den letzten Herrscher aus dem Haus Plantagenet hat. Sie ist Präsidentin des schottischen Zweigs der Richard III Society. Der Fund des Leichnams geht nach ihrer Darstellung auf ein Gefühl zurück, das sie beschlich, als sie über den Parkplatz in Leicester lief. Sie erklärte später: „Als ich da stand, bekam ich die merkwürdigsten Gefühle und ich spürte genau, dass ich auf Richards Grab stand.“ Sie begann Spenden zu sammeln, um die Ausgrabung des Geländes in Auftrag zu geben, was schließlich zur Entdeckung der Überreste von Richard III. führte.
Sechs Monate nachdem unter dem Parkplatz ein Skelett geborgen worden war, verkündete die Universität Leicester im Februar 2013, ein DNA-Abgleich habe bestätigt, dass es sich bei dem Toten um den englischen König Richard III. handelt. Im März 2015 wurden seine sterblichen Überreste feierlich zu Grabe getragen. Tausende Menschen, darunter Angehörige der königlichen Familie und Prominente wie der Schauspieler Benedict Cumberbatch, erwiesen dem einstigen Monarchen in der Kathedrale von Leicester die letzte Ehre. Originalaufnahmen des Grabzugs von 2015 werden auch in dem Spielfilm gezeigt.

## Produktion
Regie führte Stephen Frears. Das Drehbuch schrieben Steve Coogan und Jeff Pope.
Die Dreharbeiten fanden ab Ende April 2021 zwei Monate lang in Edinburgh statt. Als Kameramann fungierte Zac Nicholson.
Die Filmmusik komponiert der zweifach mit einem Oscar ausgezeichnete Alexandre Desplat. Das Soundtrack-Album mit insgesamt 16 Musikstücken wurde am 7. Oktober 2022 von Lakeshore Records als Download und auch in physischer Form veröffentlicht.
Die Premiere erfolgte am 9. September 2022 beim Toronto International Film Festival. Ende September 2022 wurde er beim Calgary International Film Festival vorgestellt. Am 7. Oktober 2022 kam der Film in die Kinos im Vereinigten Königreich. Im Oktober 2022 wurde er auch beim San Diego International Film Festival und beim Chicago International Film Festival gezeigt. Anfang März 2023 wurde er beim Miami Film Festival gezeigt. Am 24. März 2023 kam der Film in die US-Kinos. Ende Juni 2023 wurde er beim Filmfest München gezeigt und im September 2023 bei der Filmkunstmesse Leipzig. Der Kinostart in Deutschland war am 5. Oktober 2023.

## Rezeption

### Kritiken
Von den bei Rotten Tomatoes aufgeführten Kritiken sind 77 Prozent positiv. Auf Metacritic erhielt der Film einen Metascore von 64 von 100 möglichen Punkten.
Roger-Ebert-Kritiker Brian Tallerico erklärt in seiner Kritik, im Kern sei The Lost King eine Underdog-Geschichte, die Geschichte einer Frau, die es satt hatte, von Männern herumgeschubst zu werden, die Freude daran zu haben scheinen, ihr zu sagen, dass sie falsch liegt. Sally Hawkins sei in der Rolle erwartungsgemäß solide und finde ein Gleichgewicht, sowohl die Frustration, als auch das wachsende Selbstvertrauen von Philippa zum Ausdruck zu bringen. Insgesamt zeigt sich Tallerico jedoch von Stephen Frears’, Steve Coogans und Jeff Popes Verfilmung der Geschichte von Philippa Langley enttäuscht.
Filmjournalist Dieter Oßwald lobt in Programmkino.de die Leichtigkeit und den Humor der Verfilmung und vergleicht den unverdrossenen Kampf der Hobby-Archäologin gegen die Windmühlen eitler Wissenschaft mit Don Quichotte. „So situationskomisch wie gefühlsecht entwickelt Frears sein Drama mit angenehmer Leichtigkeit sowie reichlich Herzenswärme. Wann gab es jemals einen leibhaftigen König als underdog? Wäre die Queen amused gewesen? King Richard III allemal! Das Publikum sowieso, wie bei fast jedem Frears.“

### Auszeichnungen
British Independent Film Awards 2022
- Nominierung für die Beste Hauptrolle (Sally Hawkins)

Newport Beach Film Festival 2022
- Auszeichnung als Bester Spielfilm[27]

## Synchronisation
Die deutsche Synchronisation entstand nach einem Dialogbuch und der Dialogregie von Elke Weber-Moore im Auftrag der EVA Studios Germany GmbH, Berlin.
| Darsteller         | Synchronsprecher   | Rolle                     |
| ------------------ | ------------------ | ------------------------- |
| Sally Hawkins      | Katrin Zimmermann  | Philippa Langley          |
| Steve Coogan       | Marcus Off         | John Langley              |
| Robert Jack        | Christoph Banken   | Alex                      |
| Nomaan Khaan       | Imtiaz Haque       | Anil                      |
| Alison Peebles     | Marina Krogull     | Annette                   |
| Helen Katamba      | Isabelle Schmidt   | Awusi                     |
| David Ireland      | Dennis Schmidt-Foß | Big Keith                 |
| John-Paul Hurley   | Peter Sura         | Buckingham                |
| Simon Donaldson    | Asad Schwarz       | Graham                    |
| Bruce Fummey       | Stefan Fredrich    | Hamish                    |
| James Fleet        | Tobias Lelle       | John Ashdown-Hill         |
| Shonagh Price      | Anna Grisebach     | Kelly                     |
| Kern Falconer      | Freimut Götsch     | Ken                       |
| Harry Lloyd        | Florian Clyde      | König Richard III. / Pete |
| Glenna Morrison    | Anna Dramski       | Lorna                     |
| Alasdair Hankinson | Tino Mewes         | Mathew Morris             |
| Adam Robb          | Julius Ole Ernst   | Max Langley               |
| Benjamin Scanlan   | Mika Hinz          | Raife Langley             |
| Mark Addy          | Olaf Reichmann     | Richard Buckley           |
| Lee Ingleby        | Gerrit Schmidt-Foß | Richard Taylor            |
| James Rottger      | Leonard Pfeiffer   | Richmond                  |
| Julian Firth       | Rainer Doering     | RR Lawrence               |
| Amanda Abbington   | Antje von der Ahe  | Sarah Levitt              |
| Sarah MacGillivray | Marieke Oeffinger  | Susan                     |
| Lewis MacLeod      | Thomas Wenke       | Tony                      |